# Victoria Embankment
Victoria Embankment est une digue et une artère de Londres (Royaume-Uni).

## Situation et accès
Elle est située sur la rive gauche de la Tamise entre Westminster Bridge (en aval du palais de Westminster) et Blackfriars Bridge (Cité de Londres). Elle fait donc partie des Thames Embankment. 
Les stations du métro de Londres sur Victoria Embankment sont Westminster, Embankment, Charing Cross, Temple et Blackfriars. L'ancienne station Aldwych, fermée en 1994, était aussi située à proximité.

## Origine du nom
Elle est nommée d'après la reine Victoria.

## Historique
La construction de la digue commença  en 1865 prit fin 1870 sous la direction de Joseph Bazalgette. Le projet fut mené par Metropolitan Board of Works. Le maître d'œuvre était Thomas Brassey.
L'intention première était d'assainir Londres. Mais, très vite, cet ouvrage fut vu comme un vecteur de désengorgement pour les rues très fréquentées de The Strand et Fleet Street.
Embankment étant construit sur l'eau, le projet rétrécit considérablement le lit du fleuve, et entraîna le rachat et la démolition de moult luxueuses villas du bord de la Tamise. Plus tard, pour permettre le développement du District Railway (actuelle District Line du métro), on creusa un tunnel sous la digue. À la surface, sur les bas-côtés, deux jardins publics furent construits, où sont visibles quelques statues. La section des jardins entre Waterloo Bridge et la gare de Charing Cross abrite également un grand kiosque à musique, où sont donnés des concerts, et la porte d'eau de l'ex-York House (1626) bâtie pour le duc de Buckingham.
En 2016, le siège de Scotland Yard sera transféré dans le Curtis Green, un bâtiment situé sur le Victoria Embankment, au bord de la Tamise.

### Route
Victoria Embankment commence à Westminster Bridge, au nord du Palais de Westminster, puis suit le cours de la rive nord, passant Hungerford Bridge et Waterloo Bridge, avant de finir à Blackfriars Bridge dans la Cité de Londres. Somerset House, Shell Mex House, le Savoy Hotel et Savoy Place sont situés entre l'Embankment et The Strand.

## Bâtiments remarquables et lieux de mémoire
Il y a quelques monuments sur la digue, dont l'Aiguille de Cléopâtre, le Mémorial de la bataille d'Angleterre et un mémorial au général Charles Gordon. Quelques bateaux sont aussi toujours amarrés sur la digue.

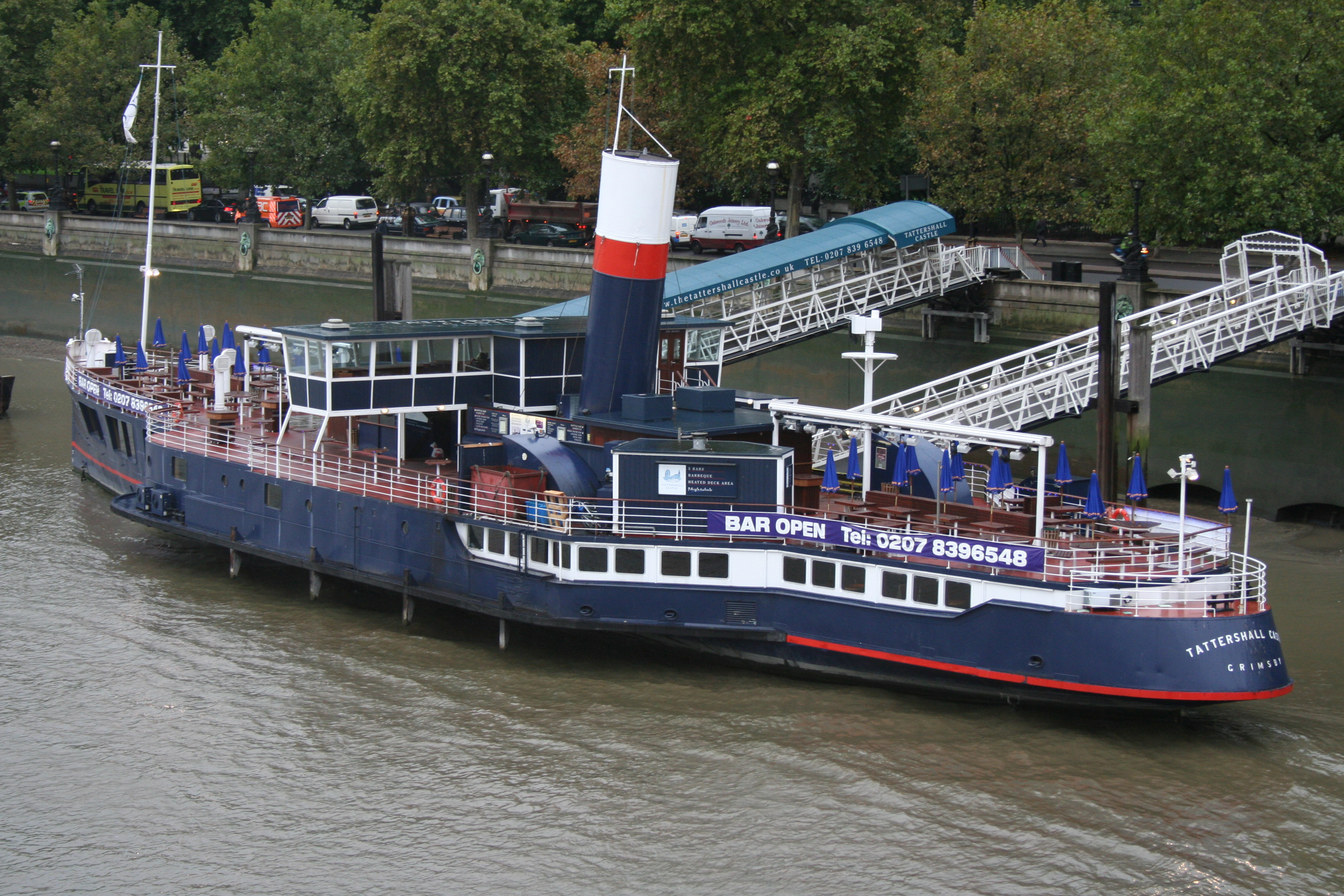
Ancien ferry Tattershall Castle sur la Tamise près de Victoria Embankment, et aujourd'hui un pub.
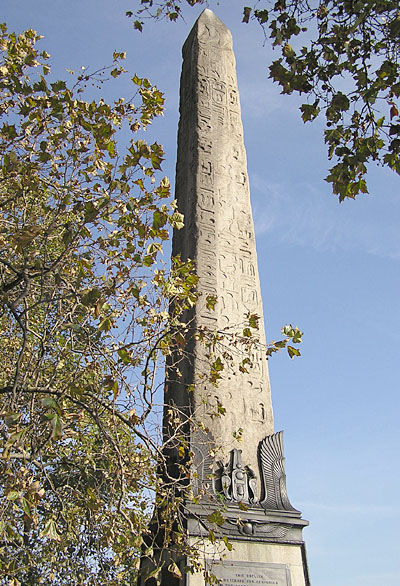
L'Aiguille de Cléopâtre.
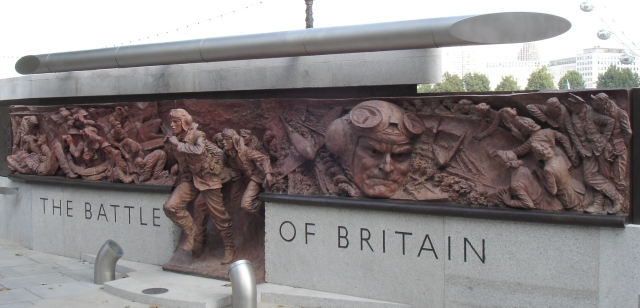
Une partie du Battle of Britain Memorial.
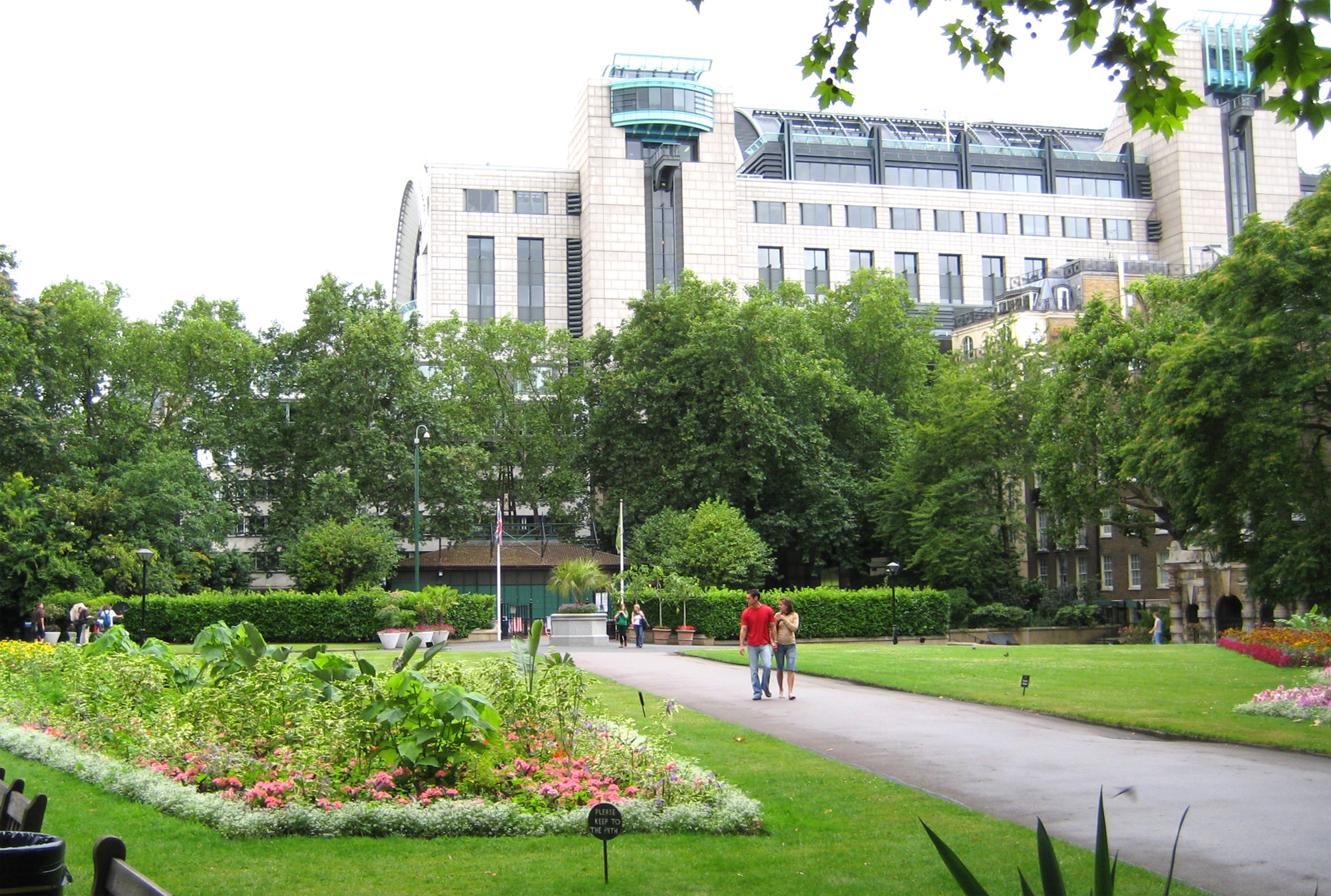
Jardins de Victoria Embankment, avec la gare de Charing Cross à l'arrière-plan.
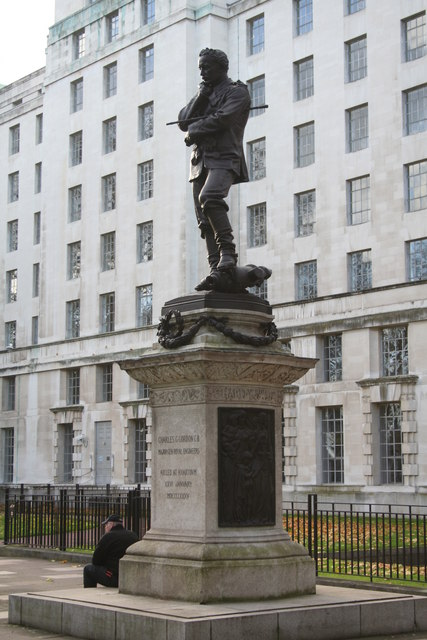
Statue du général Charles Gordon.
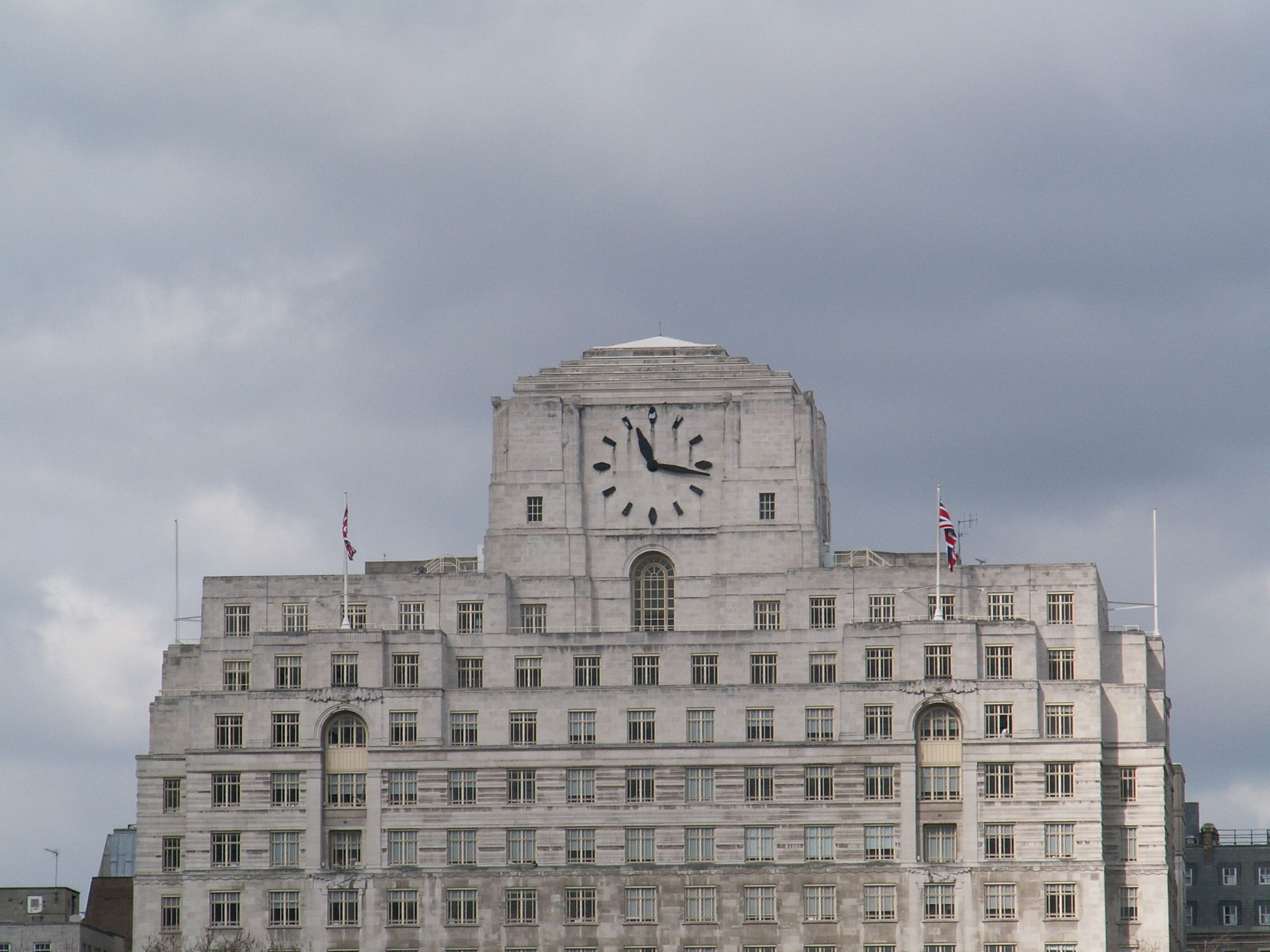
Shell Mex House.
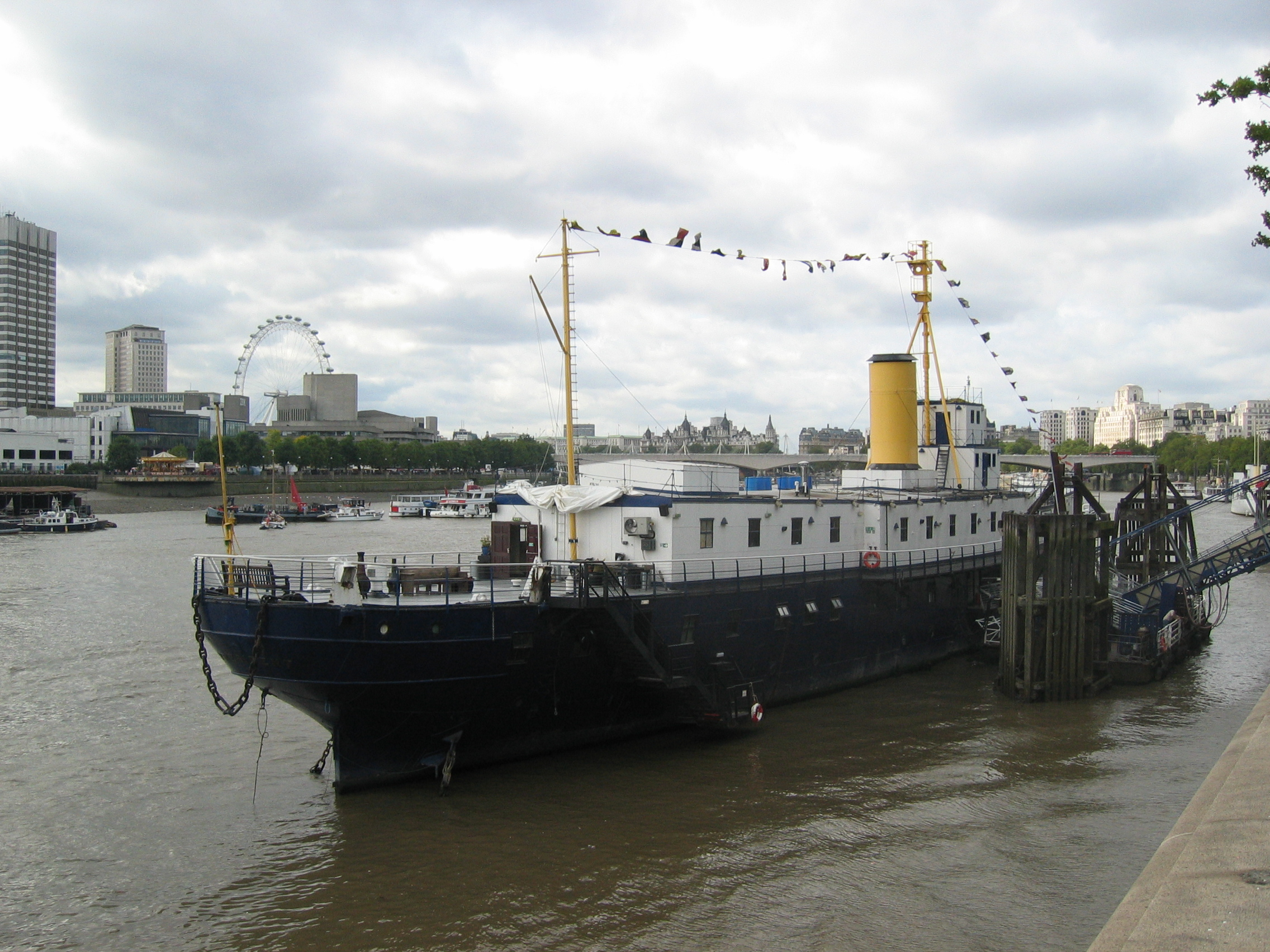
Ancien navire de guerre HMS President sur la Tamise près de Victoria Embankment.